# Шихани (полігон)
Шихани також відомий як ЦВХП ((рос.) Центральный военно-химический полигон) — військовий полігон в Росії (в/ч 42734), орієнтований на випробування хімічної зброї. Розташований в Саратовській області поблизу міста Шихани.
Поблизу полігону знаходяться також селища Шихани (Вольск-17) та Шихани-2 (Вольск-18), де знаходяться пов'язані військові частини та різні державні організації, що займались дослідженням і виготовленням хімічної зброї.
Згідно з заявами міністерства закордонних справ Великобританії, саме тут розроблялась отрута, якою було отруєно Сергія та Юлію Скрипаль у Солсбері у 2018.

## Історія
Військовий полігон «Шихани» був створений у 1920-х роках, спочатку як танковий. І тільки у 1928 вийшла постанова РВР СРСР про необхідність створення окремого військово-хімічного полігону. Потреба в окремому полігоні була нагальною — активні випробування хімічної зброї проводились в 1920-х Інститутом Хімічної Оборони (ІХО) на полігоні в Кузьмінках, в передмісті Москви. Проводити випробування хімзброї так близько від міської межі столиці ставало дедалі небезпечнішим, і в 1929 місце для нового полігону було вибране поблизу міста Вольська, серед переваг вибраного полігону розміром 130 км² була можливість проводити випробування в різних умовах, і в лісистій місцевості й на воді.

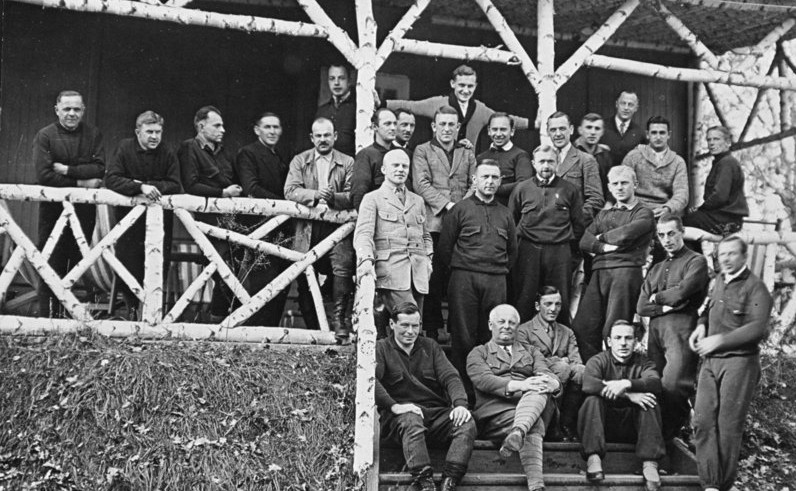
Німецький персонал на секретному об'єкті «Томка» в Шиханах, 1928

Поряд з полігоном існувала хімічна лабораторія, основана у 1926, так званий «об'єкт „Томка“», де проводились спільні радянсько-німецькі дослідження хімічної зброї. Ці дві країни, які опинилися на той момент в міжнародній ізоляції, уклали Рапалльський договір про співпрацю, у тому числі його секретну частину про співробітництво у військовій галузі. Саме в рамках цієї угоди на радянській території було створено об'єкт для спільної розробки та випробування хімічної зброї та засобів захисту від неї.
В 1930 році почались перші випробування хімічної зброї, спочатку іприту, за їх результатами було прийнято рішення розширити полігон до 400 км², виселивши навколишні два села. Проте і цих мір було недостатньо. Випробування хімічної зброї велись з таким нехтуванням необхідних заходів безпеки, що про отруєння цивільного населення навіть доповідали наркому: «ввиду непрекращающихся случаев поражения местного населения при проведении опытов на полигоне…». А в 1934 через помилки при скиданні бомб з великої висоти отруїли 66 людей, в тому числі 61 дитину в сусідньому селі Ключі.
Випробування активно проводились й на тваринах, і не лише на мишах, наприклад лише за 1932 через полігон пройшло майже 2 тис. собак і 1 тис. кролів. Випробування 1931—1932 включали стрільбу снарядами та бомбардування бомбами з іпритом і подальші дослідження впливу на місцевість. Наступні роки досліджувалась можливість перетинання зараженої місцевості бійцями без хімзахисту. За результатами було прийняте рішення про необхідність прийняття на озброєння 5-кілограмових авіабомб з іпритовою начинкою. Активну участь у випробуваннях на полігоні брав керівник Військово-хімічного управління РСЧА Яків Фішман.
1936 року полігон в черговий раз розширили, до 450 кв.км, а персонал налічував 670 осіб, не враховуючи військ охорони.
На полігоні базувався особливий мобільний загін № 123 по ліквідації наслідків ядерних аварій, який брав активну участь в ліквідації наслідків Чорнобильської катастрофи.
В 1980-х в СРСР існував ще один полігон для випробування хімічної зброї — в Узбекистані, на плато Устюрт.
Станом на 2016 на території полігону знаходились значні запаси іприту. Ці отруйні речовини давно не використовувались, але їх утилізація є серйозною проблемою, тому МО РФ продовжують витрачати значні кошти на прилади контролю для полігону.
Станом на 2021 полігон продовжує залишатись місцем тренувань для військ радіаційного, хімічного та біологічного захисту (РХБЗ) Росії.

## Підрозділи

### 33-й науково-дослідний випробувальний інститут
Головною науковою організацією з розробки та випробування хімічної зброї в СРСР з 1928 року був московський «Інститут хімічної оборони» (розташовувався на Яузі неподалік Преображенської площі), саме йому належав випробувальний полігон у Кузьминках. У 1930-их ІХО був перейменований в НДХІ РСЧА (рос. НИХИ), а після війни, в 1946 році — в Центральний науково-дослідний військово-технічний інститут (рос. ЦНИВТИ). Наприкінці 1950-х вирішили перевезти його з Москви до Шихан, ближче до полігону. ЦНДВТІ кількома ешелонами переїхав до Саратовської області 1960 року. У 1961 році головний інститут радянської військової хімії був структурно злитий з полігоном і знову, тепер востаннє, змінив назву на 33-й Центральний науково-дослідний випробувальний інститут (рос. ЦНИИИ) МО СРСР, під яким діє в структурі Міноборони Росії по сьогодні. Він знаходиться у селищі Шихани-2.

### Цивільний інститут технологій органічного синтезу
Цивільний інститут технологій органічного синтезу (рос. Гражданский институт технологии органического синтеза (ГИТОС)) також займався розробкою та виробництвом хімічної зброї, як філіал московського Державного науково-дослідного інституту органічної хімії та технології (рос. ГосНИИОХТ), і теж був переведений на полігон у 1960-х, в селище Шихани-1 (Вольськ-17). Цей науково-дослідний інститут знаходився у віданні міністерств військово-промислового комплексу і КДБ СРСР. Існувала певного роду конкуренція між двома установами. За свідченнями Віла Мірзоянова (вчений-хімік, який розсекретив розробки хімічної зброї, в тому числі сімейство отрут «Новічок»), саме тут виробляли отруту рицин, яким ймовірно був отруєний в 1978 Георгій Марков, болгарський журналіст і дисидент
Після гучного скандалу з отруєнням Сергія Скрипаля і ще кількох осіб у Солсбері у 2018 в селищі Шихани збирались знести кілька корпусів інституту технологій органічного синтезу, нібито у зв'язку з закінченням програми розробки хімічної зброї

### 1-ша мобільна бригада РХБЗ
1-ша мобільна бригада радіаційно-хімічно-біологічного захисту (в/ч 71432), знаходиться в селищі Шихани-2 (Вольск-18).

### 9-й полк радіохімічної розвідки
9-й полк радіохімічної розвідки (рос. 9-й полк радиохимической разведки и засечки), в/ч 29753, знаходиться в селищі Шихани-2 (Вольск-18). З'єднання займається забезпеченням захисту військ, цивільних осіб від радіоактивної, хімічної та біологічної небезпеки.

### Шихани-4
Шихани-4 — арсенал 9-го полку радіохімічної розвідки.